# Рейна, Касиодоро де
Касиодоро де Рейна (исп. Casiodoro de Reina; около 1520 года, Монтемолин, Испания — 15 марта 1594, Франкфурт-на-Майне, Священная Римская империя) — испанский монах-иероминит, впоследствии принявший протестантизм, автор перевода Библии на кастельяно.

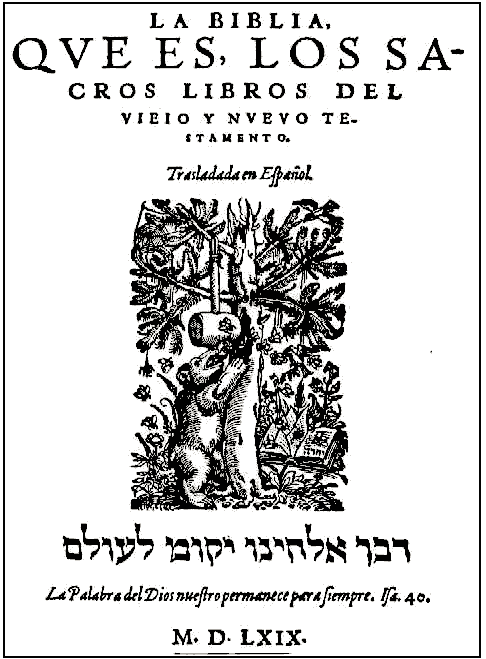
Титульная страница первого издания Медвежьей Библии (1569)

## Биография
Доподлинно неизвестны ни дата, ни место рождения Касиодоро де Рейны, по одной из версий — он родился в городке Монтемолин в испанской провинции Бадахос около 1520 года. Известно, что он был монахом в иероминитском монастыре Сан-Исидоро-дель-Кампо в Сантипонсе. Этот монастырь был известен своими протестантскими настроениями — многие послушники обители были лютеранами — чем навлёк на себя гнев инквизиции. Около 1557 года Рейна бежал из страны — некоторое время странствовал по Европе, в итоге поселился в Лондоне. С благословения Елизаветы I стал проповедовать испанцам-протестантам. Однако, вскоре был обвинен в содомитстве и покинул Лондон. В этот период начинает перевод Библии на испанский язык. В 1562 году инквизиция вносит его работы в индекс запрещенных книг, а их автора объявляет еретиком. В 1569 году он некоторое время живет в Базеле, где выходит в свет первое издание его перевода. После этого переезжает в Франкфурт-на-Майне. В 1573 году издает свои комментарии к Евангелиям от Иоанна и Матфея. В 1577 году публикует написанную им еще в Лондоне книгу «Символ веры».

## Медвежья Библия
Работа над переводом заняла 12 лет и была впервые издана в Базеле в 1569 году общим тиражом 2600 экземпляров. Ветхий завет был переведен с древнееврейского, греческого и латинского, а Новый завет — с латинского и греческого языков. Несмотря на то, что Медвежья Библия (исп. La Biblia del Oso) считается протестантской, спорные сюжеты (Премудрость, Экклезиаст и др.) даны в католической трактовке. Несмотря на это католическая церковь назвала перевод Рейны «самым опасным изданием Библии».

### На русском языке
- Культура Возрождения: Энциклопедия: В 2 тт. / Под ред. О. Ф. Кудрявцева. — М.: Российская политическая энциклопедия, 2011. — Т. 2. — С. 14. — 800 экз. — ISBN 978-5-8243-1567-7.

### На иностранном языке
- Kinder, Gordon. Casiodoro de Reina: Spanish Reformer of the Sixteenth Century. — London, 1975. — ISBN 0-7293-0010-2.